# 錦糸町・亀戸副都心
錦糸町・亀戸副都心（きんしちょう・かめいどふくとしん）は東京都が策定した7ヶ所の副都心のひとつであり、東京都墨田区・江東区をまたがって形成されている。

## 概要
その範囲は墨田区本所地域東部を代表する錦糸町エリア（錦糸町駅）と江東区城東地域北部を代表する亀戸エリア（亀戸駅）により構成される。センター・コア・エリアに指定されているのは墨田区錦糸・太平・江東橋と江東区亀戸の1〜2、5〜8丁目。周辺の職住近接ゾーンには墨田区横川・亀沢・文花と江東区亀戸3〜4丁目及び毛利・大島が含まれる。

## 範囲
鉄道
- 亀戸駅（東武鉄道･JR東日本）
- 亀戸水神駅（東武鉄道）
- 錦糸町駅（東京地下鉄･JR東日本）

道路
- 国道14号（京葉道路）
- 東京都道305号芝新宿王子線（明治通り）
- 東京都道315号御徒町小岩線（蔵前橋通り）
- 東京都道465号深川吾嬬町線（四ツ目通り）
- 東京都道476号南砂町吾嬬町線（丸八通り）

## 商業施設
- オリナス
- 丸井錦糸町店
- アルカキット錦糸町
- ロッテシティホテル錦糸町
- 東京楽天地
  - 錦糸町パルコ
- テルミナ
  - ヨドバシカメラ マルチメディア錦糸町
- カメイドクロック
- アトレ亀戸